# 公园街 (布里斯托尔)
公园街（Park Street）是英格兰布里斯托尔的一条陡峭而繁忙的主要购物街,连接市中心和克利夫顿区。它构成了 A4018公路 的一部分。
公园街的建设始于1761年，是布里斯托尔最早统一建造山坡排屋的例子，两边都是浅色石头的乔治王风格建筑。这条街南起市中心的学院绿地，向北爬升，直到克利夫顿三角南顶点附近的公园行（Park Row），尽头的景色是高耸的华丽的威尔斯纪念大楼。
公园街现在主要是零售和休闲场所。公园街底的一个酒吧和餐厅建筑群安装了来自茅利塔尼亞號郵輪的一些家具，最初称为茅利塔尼亚酒吧，现在称为"Java"。南墙上的霓虹灯标志仍然是1938年安装的“茅利塔尼亚”，是布里斯托尔第一个移动的霓虹灯标志。这是一座二级登录建筑。
从高架桥的弗罗格莫尔街一侧，可以看到在一家性病医院的墙上，有一幅有争议的壁画，是当地涂鸦艺术家班克斯的作品，名为《挂在外面的情人》（Well Hung Lover）。
从2011年2月10日至3月6日，鹿角画廊使用公园街 2 号的空间，进行展览不可思议的景色 （页面存档备份，存于）。2011年7月，鹿角画廊回到公园街2号，举办展览"解剖"。这是作为2011年布里斯托尔骄傲计划的一部分推出的。

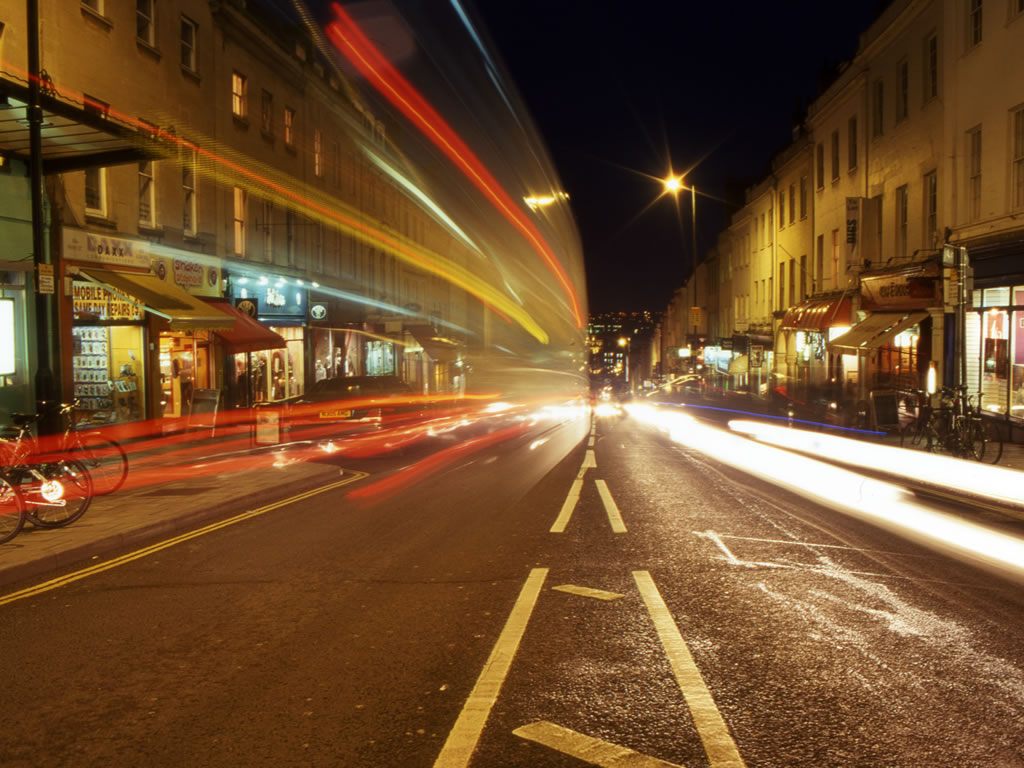
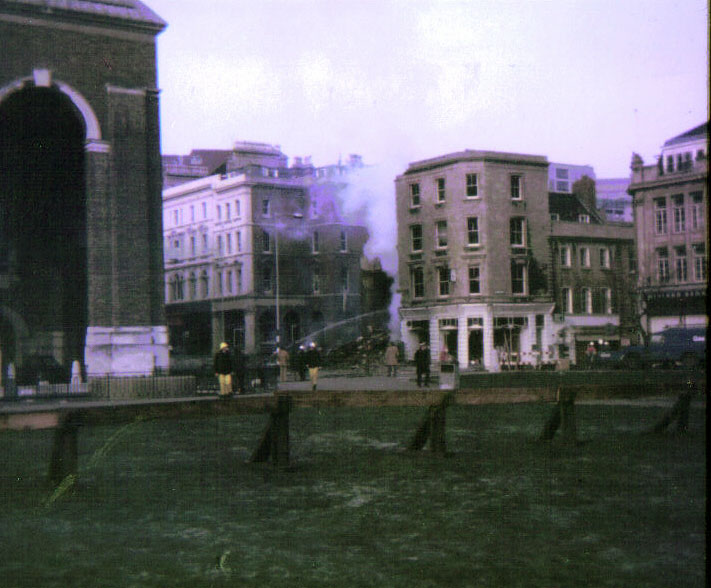
《挂在外面的情人》[4]
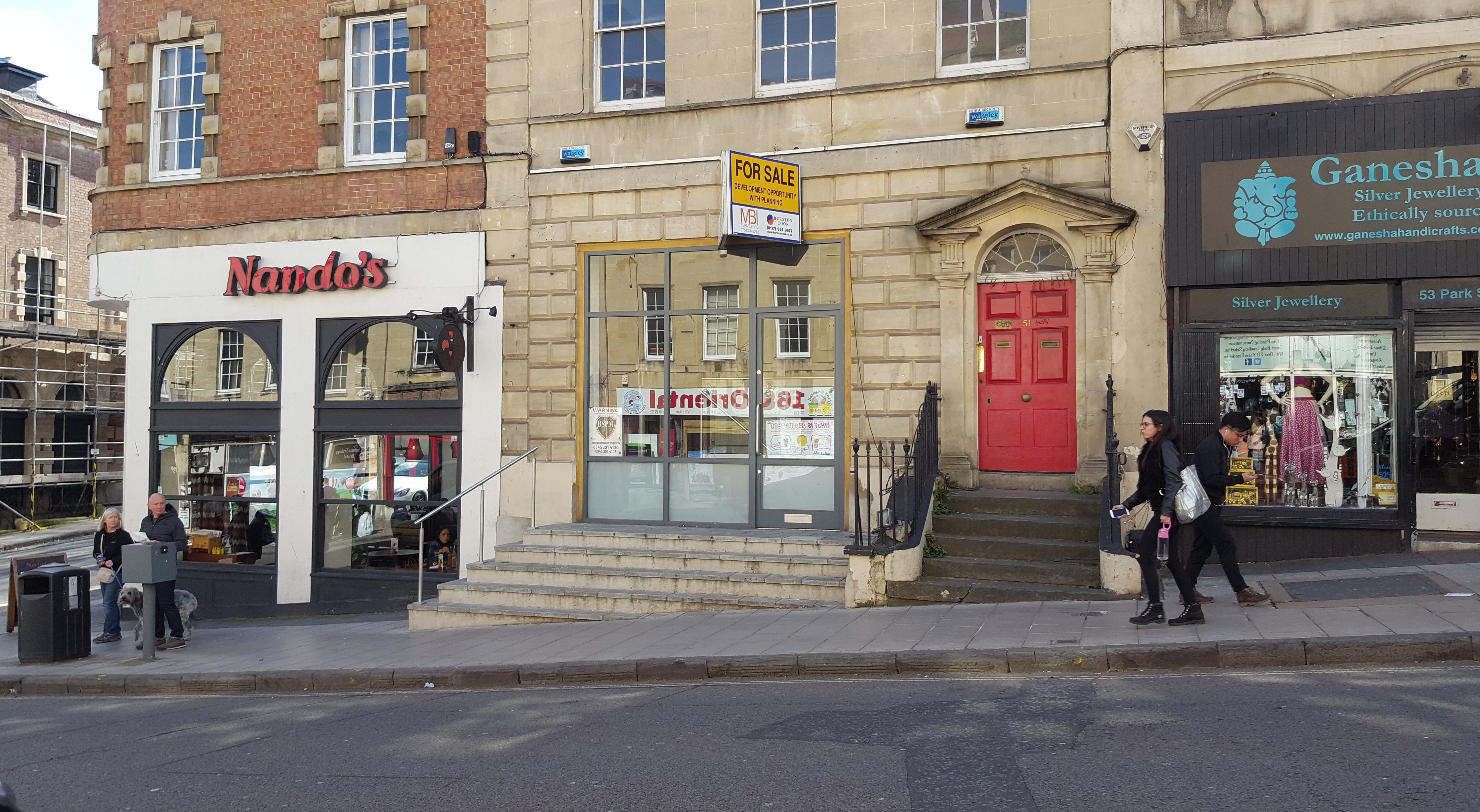
公园街51号